# Postgeschichte von Massenbachhausen
Die Postgeschichte von Massenbachhausen beschreibt die geschichtliche Entwicklung des Postwesens in Massenbachhausen seit dem 19. Jahrhundert.

## Postgeschichte
Massenbachhausen war seit 1806 eine württembergische Landgemeinde. Bis zum Ende des 19. Jahrhunderts gab es keine postalischen Einrichtungen in dem Ort. Am 5. Juli 1897 wurde durch die Gemeinde eine Telegraphenanstalt am Ort eingerichtet, zu deren Errichtung 350 Mark aus der Gemeindekasse aufgebracht wurden und für deren Betrieb die Gemeinde künftig weitere jährliche und monatliche Kosten zu tragen hatte. Im selben Jahr 1897 erging vom Generaldirektor der königlich-württembergischen Posten und Telegraphen die Genehmigung zur Errichtung einer Postagentur in Massenbachhausen. Erster Postagent war Karl Baumgärtner, der die anfallenden Postsendungen täglich zu Fuß von Massenbachhausen nach Schwaigern brachte bzw. Post von dort abholte. Am 1. August 1900 wurde in der Fürfelder Straße 1 im Haus Nr. 36 eine erste Poststelle im Ort eingerichtet. Fortan übernahm Karl Baumgärtners Bruder Paul die Botengänge, für die er sich alsbald Pferd und Wagen anschaffte und schließlich gegen eine Sicherungshypothek auf sein Grundstück in Höhe von 500 Mark im Jahr 1913 auch einen Postfuhrvertrag erhielt. Mit dem Pferdegespann, im Winter mit dem Schlittengespann, wurde die ein- und abgehende Post zwischen Massenbachhausen und den Bahnhöfen in Schwaigern und Brackenheim transportiert. Der Postbetrieb erforderte den Einsatz der gesamten Familie Baumgärtner. Paul und später auch sein Sohn Kilian hatten den Postfuhrdienst inne, der außerdem auch den Nachbarort Massenbach mitversorgte und diverse andere Besorgungen und Transporte erledigte. Karl und seine Kinder Alois und Anna sowie Schwiegertochter Rosa trugen die Postsendungen in Massenbachhausen aus. Nach dem Zweiten Weltkrieg und mit der Neuorganisation der Post wurde die Poststelle in der Fürfelder Straße 1 zum Postamt erhoben. Der An- und Abtransport der Postsachen erfolgte künftig mit Postautos vom und zum Postamt in Heilbronn. Die Familie Baumgärtner hatte die Leitung des Postamts bis 1971 inne und besorgte auch später noch das Austragen der Post. 1972 bezog die Poststelle, inzwischen unter der Leitung von Margot Schmidt, das für diesen Zweck umgebaute ehemalige Gasthaus Ochsen an der Heilbronner Straße. Im Zuge der Ortskernsanierung von Massenbachhausen wechselte die Post 1979 schließlich in neue Räume in der Heilbronner Straße 14. Ab 1990 wurde die Poststelle nur noch im Job-Sharing von zwei Beschäftigten betrieben, 2003 wurde sie zugunsten einer Postagentur im Untergeschoss des neuen Rathauses geschlossen.
In den 1980er Jahren wünschte die Gemeinde eine Breitbandverkabelung, zu deren Umsetzung die Post jedoch trotz fünfjähriger Verhandlungen nicht bereit war. 1989 vergab Massenbachhausen als erste Gemeinde im Landkreis Heilbronn daher den Auftrag zur Verkabelung an ein Privatunternehmen aus Osnabrück. Für das Kabelnetz wurde im Gebiet Klinge eine Kopfstation erbaut, die 1997 modernisiert wurde.